# Темзенское водопроводное кольцо
Те́мзенское водопроводное кольцо (англ. Thames Water Ring Main) — система водоснабжения в западной части Большого Лондона, введённая в эксплуатацию в 1994 году.
Северная и южная ветки водоводов, проходящие по обеим сторонам Темзы, берут начало от водохранилищ в долине Темзы на западе Лондона и соединяются в районе Риджентс-парка. Водоводы залегают на средней глубине 40 метров ниже уровня земли в тоннеле длиною 80 км и шириною 2,5 метра. Пропускают около 1 млн м³ воды в сутки. Включают 11 насосных станций.
Строительство кольца велось в 1988—1993 годах. На первом этапе в 1988—1991 годах была построена южная ветка, в 1991—1993 годах — северная ветка. Дальнейшее расширение водопроводного кольца в сторону долины реки Ли и к Саутуарку запланировано до 2025 года.